# Parti communiste du Pérou - Patrie rouge
Ne doit pas être confondu avec Parti communiste péruvien ou Sentier lumineux.
 (février 2024).
Si vous disposez d'ouvrages ou d'articles de référence ou si vous connaissez des sites web de qualité traitant du thème abordé ici, merci de compléter l'article en donnant les références utiles à sa vérifiabilité et en les liant à la section « Notes et références ».

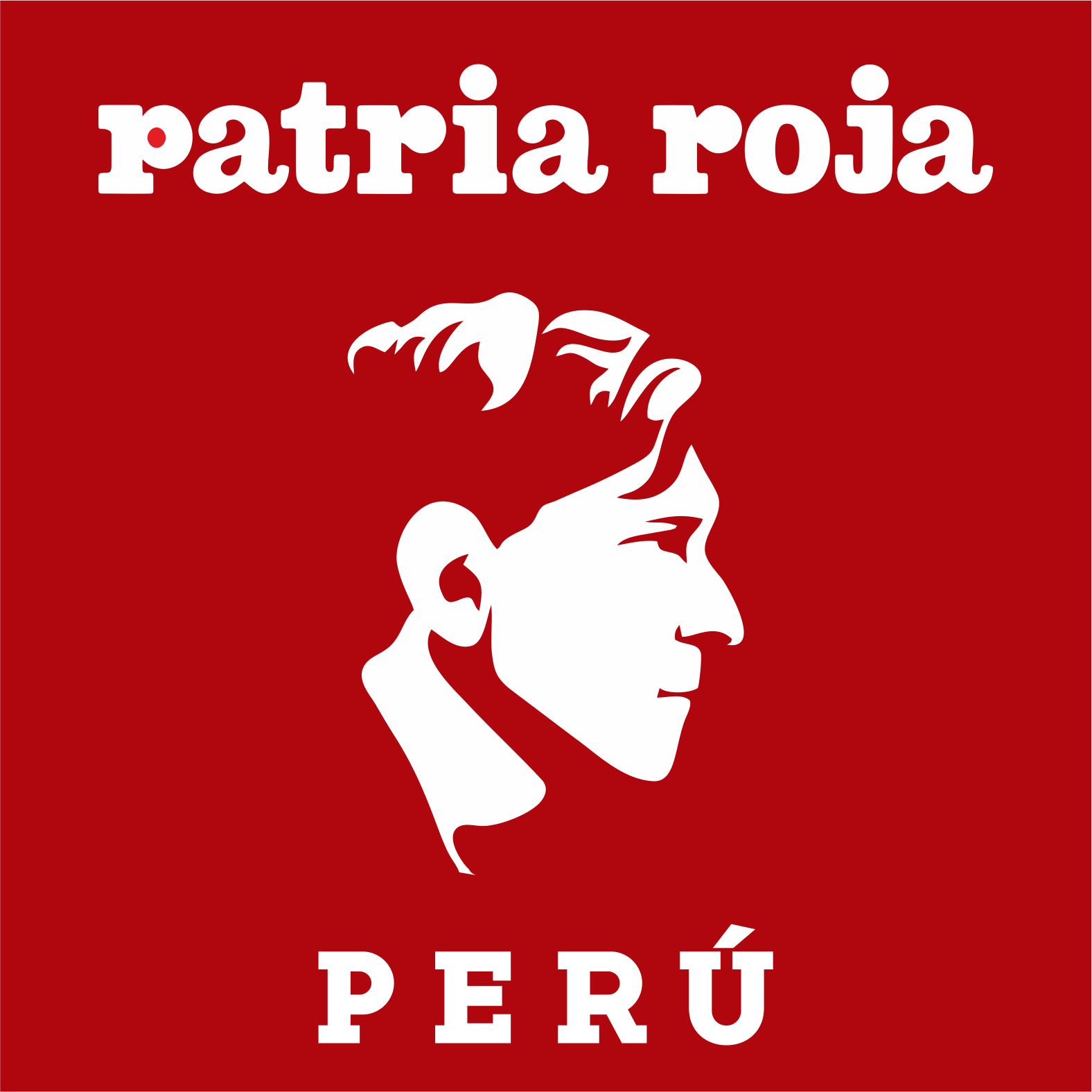

Le Parti communiste du Pérou - Patrie rouge est un parti politique marxiste-léniniste péruvien, fondé en 1970.

## Histoire

### Débuts du socialisme péruvien
José Carlos Mariátegui, penseur péruvien du début du 20e siècle, a fondé le Parti socialiste du Pérou en 1928. Il voulait adapter la théorie marxiste aux réalités de l'Amérique latine des années 20, notamment via ses 7 essais d'interprétation de la réalité péruvienne.
Outre organiser ce parti, Mariategui a aussi contribuer à la création de la Confédération générale des travailleurs du Pérou (CGTP) en 1929.
Une fois Mariategui mort, en 1930, Eudocio Ravines, suivant les mandats de Moscou, renomma le parti en Parti communiste du Pérou.

### Parti communiste
Après 1930, le Parti communiste du Pérou a du faire face à des dictatures militaires et aux gouvernements de droite. Il a ûu à gauche affronter l'APRA de Víctor Raúl Haya de la Torre, un mouvement de masses social-démocrate et ouvertement anticommuniste.
Le PCP influença par ses idées la CGTP, la Fédération des étudiants du Pérou (FEP), des mouvements féministes et de lutte internationaliste, en soutenant les luttes pour le socialisme dans le monde et l'Union soviétique.
Dans les décennies 1950 et 1960, le PCP dirigé par Jorge del Prado a soutenu des positions de plus en plus réformistes.
La polémique, et la rupture postérieure, entre le Parti communiste de l'Union soviétique et le Parti communiste chinois a servi d’accélérateur de ce processus. En 1964, la IVe Conférence Nationale a vu la première grande rupture dans le parti. D'un côté, le Parti communiste du Pérou - "Drapeau rouge" (dirigé par Saturnino Paredes) et de l'autre le Parti communiste péruvien - "Unité" (dirigé par Jorge del Prado).
En 1968, diverses cellules, celles qui se trouvaient dans le comité régional de Ica, la Commission nationale d'organisation et le Comité politique militaire Patrie rouge, forment une « Commission nationale de réorganisation », pour affronter les "positions dogmatique" de la direction du PCP - Drapeau rouge de Saturnino Paredes. En 1969, la VIe conférence nationale décida l'expulsion de Paredes et de ses fidèles, et renomma l'organe central du parti en "Patrie rouge". 
Le Parti communiste du Pérou - "Patrie rouge" dans les années 1970 a pu influencer le mouvement ouvrier, paysan et des pauvres, et a été une des grandes forces d'opposition à gauche au Gouvernement révolutionnaire des forces armées.

### Processus unitaire
La gauche, après l'échec d'une tentative unitaire, participa divisée aux élections générales de 1980. Le PCP-PR s'est engagé dans la formation de l'UNIR (Union de la gauche révolutionnaire). Dans la participation électorale, l'UNIR a porté des candidats comme Horace Zeballos, Rolando Breña et Castro Lavarello, obtenant la plus grande votation de la gauche et une importante présence dans le parlement.
En 1980, le groupe terroriste Sentier lumineux entama ses actions violentes, ce qui eut de profondes répercussions pour le pays et pour le développement de la gauche péruvienne. Cette organisation maoïste était une de ses branches.
Le PCP-PR et l'UNIR ont participé au modèle historique de la gauche dans la république péruvienne, la Gauche unie. Celle-ci il a obtenu d'importants sièges parlementaires, des gouvernements locaux et même la mairie de Lima avec Alfonso Barrantes Lingán, gestions caractérisées par la participation populaire et le développement social.
En 1985, la GU est devenue la deuxième force politique du pays après l'APRA. Pourtant, les hésitations de Barrantes, les luttes internes et le sectarisme des partis ont causé la crise et rupture de la GU en 1989, ce qui a causé un repli électoral de la gauche dans la décennie 1990.

### Mouvement Nouvelle Gauche
Le Parti communiste du Pérou - Patrie rouge est une organisation politique d'idéologie marxiste-léniniste.
Avec sa dimension nationale, le parti influence avec ses idées la direction du syndicat des professeurs et les étudiants de la FEP, ainsi que le mouvement paysan à travers les "Rondas Paysannes".
En 1994, le parti fonde le Mouvement nouvelle gauche (MNI).
En 2006, obligé d'aller seul aux élections générales, il obtient peu de votes. En 2010, il a participé aux élections municipales et régionales.
Il ne participe pas aux élections générales du Pérou de 2011, sa proposition de candidat unique de la gauche ayant échoué.
En juillet 2012, son inscription comme parti politique a été annulé par le Jury national des élections car il n'a pas obtenu de votes lors des élections générales du Pérou de 2011.